# Kaia Kanepi
Kaia Kanepi (* 10. Juni 1985 in Haapsalu) ist eine estnische Tennisspielerin.

## Karriere
Kaia Kanepi, die mit acht Jahren mit dem Tennisspielen begann, nennt den Sandplatz als ihren favorisierten Belag. Als Juniorin gewann sie sechs Einzeltitel auf dem ITF Women’s Circuit und errang nach ihrem Sieg bei der Trofeo Bonfiglio sowie dem Titel beim Nachwuchswettbewerb der French Open 2001 die Führung der Junioren-Tennisweltrangliste.
Bei den French Open 2006 stand Kanepi zum ersten Mal im Hauptfeld eines Grand-Slam-Turniers und zog auf Anhieb in die zweite Runde ein. Im selben Jahr erreichte sie in Hasselt aus der Qualifikation heraus und als erste Tennisspielerin Estlands überhaupt das Endspiel eines WTA-Turniers, in dem sie sich Kim Clijsters in drei Sätzen geschlagen geben musste.
2008 folgte der nächste Leistungssprung, als sie bei den French Open erstmals bis ins Viertelfinale eines Grand-Slam-Turniers vorrückte und dort mit ihrem Sieg über Anna Tschakwetadse ihren ersten von insgesamt elf Erfolgen gegen Top-10-Spielerinnen verbuchen konnte. Noch im selben Jahr erreichte sie ihr zweites WTA-Finale in Tokio, wo sie jedoch Caroline Wozniacki unterlag. 2008 wurde sie in ihrer estnischen Heimat zur Sportlerin des Jahres gewählt. Trotz sporadisch guter Ergebnisse, fiel es Kanepi schwer, ihr Leistungspotenzial konstant abzurufen. Nach einer durchwachsenen Saison 2009 machte sie 2010 wieder auf sich aufmerksam, als sie aus der Qualifikation heraus und ohne Satzverlust in das Viertelfinale von Wimbledon einzog, wo sie in einem eng umkämpften Match von Petra Kvitová bezwungen wurde. Wenig später errang sie bei ihrem dritten Anlauf ihren ersten WTA-Titel in Palermo im Finale gegen Flavia Pennetta und wurde damit die erste Estin, der es gelang, ein WTA-Turnier zu gewinnen. Bei den darauffolgenden US Open bestätigte sie ihre aufsteigende Verfassung mit dem abermaligen Sprung in die Runde der letzten Acht.
Doch 2011 schaffte Kanepi es nicht an die guten Ergebnisse der Vorsaison anzuknüpfen und fiel in der Weltrangliste erneut zurück. Erst Ende des Jahres meldete sich mit einem Sieg über die Weltranglistenerste Wozniacki in Tokio sowie dem Finaleinzug beim Kremlin Cup in Moskau wieder zurück, verlor dort aber gegen Dominika Cibulková. Kanepi konservierte ihre gute Form über die anschließende Saisonpause und gewann im Januar 2012 in Brisbane ihren zweiten Einzeltitel, auf den im Mai der Triumph in Oeiras gegen Carla Suárez Navarro sowie ihr zweiter Einzug ins Viertelfinale der French Open folgten. Aufgrund einer Verletzung an der Achillessehne, musste sie die Teilnahme an Wimbledon sowie den Olympischen Sommerspielen in London absagen. Trotzdem erreichte sie mit Platz 15 im August ihre bisher beste Weltranglistenposition und bei ihrer Rückkehr auf die Tour im September auf Anhieb das Finale in Seoul, war dort jedoch chancenlos gegen Caroline Wozniacki.
Wegen anhaltender Probleme mit der Achillessehne konnte Kanepi 2013 erst im April wieder auf der WTA-Tour einsteigen und erzielte anschließend in Brüssel nach einem Zweisatz-Erfolg über Peng Shuai ihren vierten und bislang letzten WTA-Titel. In Wimbledon stand sie danach zum insgesamt vierten Mal im Viertelfinale eines Grand-Slam-Turniers, wo sie an Sabine Lisicki scheiterte. In den kommenden drei Jahren fiel die Estin, geplagt von einer Plantarfasziitis in beiden Füßen sowie einer langwierigen Erkrankung an Pfeifferschem Drüsenfieber, in der Weltrangliste kontinuierlich zurück und beendete die Saison 2016 sogar außerhalb der Top 300.
Nachdem sie im Juni 2017 nach einjähriger Verletzungspause ihr Comeback auf der ITF-Tour gab, gelangte sie bei den US Open als Qualifikantin bis ins Viertelfinale. In der folgenden Saison überraschte sie erneut in New York, als sie in der ersten Runde die Weltranglisten-Erste Simona Halep glatt in zwei Sätzen ausschaltete, ehe sie in der vierten Runde Serena Williams unterlag. 2019 überzeugte Kanepi noch einmal mit einer Achtelfinalteilnahme bei den French Open. Anschließend machte sie sich rar auf der WTA Tour und beschränkte ihre Turnierstarts auf die vier Grand-Slam-Turniere, während sie zur Vorbereitung überwiegend bei kleineren Turnieren der ITF Tour an den Start ging und dort Ende 2020 drei Titel der $25.000-Kategorie gewann. Zum Auftakt der Saison 2021 rückte sie bei der Gippsland Trophy in ihr insgesamt neuntes WTA-Finale vor, in dem sie sich Elise Mertens geschlagen geben musste, und erreichte bei den darauffolgenden Australian Open durch einen Erfolg über die Titelverteidigerin Sofia Kenin die dritte Runde.
Mit dem erstmaligen Einzug ins Viertelfinale von Melbourne, komplettierte Kanepi im Alter von 36 Jahren ihre Viertelfinalteilnahmen bei allen vier Major-Turnieren. Auf dem Weg in die Runde er letzten Acht schlug sie zudem im Achtelfinale mit Aryna Sabalenka zum mittlerweile 14. Mal eine Top-10-Spielerin.
2000 gab Kanepi beim 2:1-Erfolg gegen Moldau ihren Einstand für die estnische Fed-Cup-Mannschaft. Seitdem hat sie für ihr Land 56 Partien bestritten, von denen sie 41 gewinnen konnte (Einzelbilanz 28:11).

## Turniersiege

### Einzel
| Nr. | Datum              | Turnier               | Kategorie         | Belag             | Finalgegnerin               | Ergebnis               |
| --- | ------------------ | --------------------- | ----------------- | ----------------- | --------------------------- | ---------------------- |
| 1.  | 25. Juni 2000      | Tallinn               | ITF $10.000       | Sand              | Margit Rüütel               | 6:1, 6:2               |
| 2.  | 17. Juni 2001      | Tallinn               | ITF $25.000       | Sand              | Ľubomíra Kurhajcová         | 7:64, 6:3              |
| 3.  | 8. Juni 2003       | Galatina              | ITF $25.000       | Sand              | María José Martínez Sánchez | 6:3, 6:3               |
| 4.  | 13. September 2003 | Turin                 | ITF $25.000       | Sand              | Mervana Jugić-Salkić        | 6:3, 6:3               |
| 5.  | 16. Februar 2004   | Sunderland            | ITF $25.000       | Hartplatz (Halle) | Anna Tschakwetadse          | 7:65, 6:0              |
| 6.  | 4. Juli 2005       | Fanø                  | ITF $75.000       | Sand              | Melinda Czink               | 3:6, 6:1, 7:5          |
| 7.  | 2. Mai 2010        | Cagnes-sur-Mer        | ITF $100.000      | Sand              | Maša Zec Peškirič           | 6:3, 6:2               |
| 8.  | 16. Mai 2010       | Saint-Gaudens         | ITF $50.000       | Sand              | Zhang Shuai                 | 6:2, 7:5               |
| 9.  | 18. Juli 2010      | Palermo               | WTA International | Sand              | Flavia Pennetta             | 6:4, 6:3               |
| 10. | 7. Januar 2012     | Brisbane              | WTA Premier       | Hartplatz         | Daniela Hantuchová          | 6:2, 6:1               |
| 11. | 5. Mai 2012        | Oeiras                | WTA International | Sand              | Carla Suárez Navarro        | 3:6, 7:66, 6:4         |
| 12. | 25. Mai 2013       | Brüssel               | WTA Premier       | Sand              | Peng Shuai                  | 6:2, 7:5               |
| 13. | 12. Juli 2014      | Biarritz              | ITF $100.000      | Sand              | Teliana Pereira             | 6:2, 6:4               |
| 14. | 19. Dezember 2015  | Bangkok               | ITF $25.000       | Hartplatz         | Patty Schnyder              | 6:3, 6:3               |
| 15. | 10. Juni 2017      | Essen                 | ITF $25.000       | Sand              | Patty Schnyder              | 6:3, 6:75, 2:0 Aufgabe |
| 16. | 29. Juli 2017      | Pärnu                 | ITF $15.000       | Sand              | Polina Golubowskaja         | 6:1, 6:0               |
| 17. | 5. November 2017   | Nantes                | ITF $25.000       | Hartplatz (Halle) | Richèl Hogenkamp            | 6:3, 6:4               |
| 18. | 10. Juni 2018      | Brescia               | ITF $60.000       | Sand              | Martina Trevisan            | 6:4, 6:3               |
| 19. | 1. Dezember 2019   | Milovice              | ITF W15           | Hartplatz (Halle) | Anastasia Kulikova          | 6:4, 6:3               |
| 20. | 18. Oktober 2020   | Cherbourg-en-Cotentin | ITF W25           | Hartplatz (Halle) | Harriet Dart                | 6:4, 6:4               |
| 21. | 31. Oktober 2020   | Istanbul              | ITF W25           | Hartplatz (Halle) | Wera Swonarjowa             | 6:3, 6:3               |
| 22. | 22. November 2020  | Las Palmas            | ITF W25           | Sand              | Mayar Sherif                | 6:3, 6:2               |
| 23. | 8. August 2021     | Pärnu                 | ITF W25           | Sand              | Anna Sisková                | 7:5, 6:4               |
| 24. | 26. September 2021 | Fort Worth            | ITF W25           | Hartplatz         | Kayla Day                   | 6:2, 6:1               |
| 25. | 16. Juli 2023      | Amstelveen            | ITF W60           | Sand              | Lola Radivojević            | 6:2, 7:65              |

### Doppel
| Nr. | Datum            | Turnier | Kategorie    | Belag             | Partnerin       | Finalgegnerinnen                     | Ergebnis |
| --- | ---------------- | ------- | ------------ | ----------------- | --------------- | ------------------------------------ | -------- |
| 1.  | 11. Oktober 2003 | Jersey  | ITF $25.000  | Hartplatz (Halle) | Sofia Arvidsson | Yvonne Meusburger Hanna Nooni        | 6:3, 7:5 |
| 2.  | 14. Juli 2007    | Biella  | ITF $100.000 | Sand              | Maret Ani       | Mervana Jugić-Salkić Renata Voráčová | 6:4, 6:1 |

## Abschneiden bei Grand-Slam-Turnieren

### Einzel
| Turnier         | 2002 | 2003 | 2004 | 2005 | 2006 | 2007 | 2008 | 2009 | 2010 | 2011 | 2012 | 2013 | 2014 | 2015 | 2016 | 2017 | 2018 | 2019 | 2020 | 2021 | 2022 | 2023 | 2024 | Karriere |
| --------------- | ---- | ---- | ---- | ---- | ---- | ---- | ---- | ---- | ---- | ---- | ---- | ---- | ---- | ---- | ---- | ---- | ---- | ---- | ---- | ---- | ---- | ---- | ---- | -------- |
| Australian Open | Q2   | —    | Q2   | —    | Q1   | 2    | 1    | 3    | 2    | 2    | 2    | —    | 1    | 1    | —    | —    | 3    | 1    | 1    | 3    | VF   | 1    | Q1   | VF       |
| French Open     | —    | —    | Q2   | —    | 2    | 1    | VF   | 1    | 2    | 3    | VF   | 2    | 1    | 1    | Q2   | —    | 1    | AF   | 2    | 1    | 3    | 1    | Q1   | VF       |
| Wimbledon       | —    | —    | —    | —    | 1    | 2    | 1    | 1    | VF   | 1    | —    | VF   | 2    | 1    | —    | Q2   | 1    | 2    |      | 1    | 1    | 1    | —    | VF       |
| US Open         | Q1   | Q2   | —    | Q2   | 3    | 1    | 2    | 1    | VF   | 2    | —    | 3    | AF   | 2    | —    | VF   | AF   | 2    | 2    | 2    | 2    | 2    | —    | VF       |

Zeichenerklärung: S = Turniersieg; F, HF, VF, AF = Einzug ins Finale / Halbfinale / Viertelfinale / Achtelfinale; 1, 2, 3 = Ausscheiden in der 1. / 2. / 3. Hauptrunde; Q1, Q2, Q3 = Ausscheiden in der 1. / 2. / 3. Qualifikationsrunde; nicht ausgetragen

### Doppel
| Turnier         | 2006 | 2007 | 2008 | 2009 | 2010 | 2011 | 2012 | 2013 | 2014 | 2015 | 2016 | 2017 | 2018 | 2019 | 2020 | 2021 | 2022 | 2023 | Karriere |
| --------------- | ---- | ---- | ---- | ---- | ---- | ---- | ---- | ---- | ---- | ---- | ---- | ---- | ---- | ---- | ---- | ---- | ---- | ---- | -------- |
| Australian Open | —    | 1    | —    | 1    | 1    | 2    | 2    | —    | 2    | —    | —    | —    | —    | —    | —    | —    | —    | —    | 2        |
| French Open     | 1    | 1    | 1    | 2    | —    | 2    | AF   | —    | AF   | —    | —    | —    | —    | —    | —    | —    | —    | 1    | AF       |
| Wimbledon       | 1    | 1    | AF   | AF   | 2    | —    | —    | —    | 1    | —    | —    | —    | 2    | —    |      | 1    | 1    | —    | AF       |
| US Open         | 1    | 1    | 1    | 1    | 1    | —    | —    | 1    | —    | —    | —    | —    | 1    | —    | —    | —    | —    | —    | 1        |

### Mixed
| Turnier         | 2008 | 2009 | 2010 | 2011 | Karriere |
| --------------- | ---- | ---- | ---- | ---- | -------- |
| Australian Open | —    | —    | —    | —    | —        |
| French Open     | —    | —    | —    | 1    | 1        |
| Wimbledon       | 2    | —    | —    | —    | 2        |
| US Open         | —    | 1    | AF   | —    | AF       |

## Auszeichnungen
- 2008: Estlands Sportlerin des Jahres